# Ash-Shams
Ash-Shams (Il Sole) è la novantunesima Sura del Corano, una sura meccana composta da 15 versetti. Questa sura tratta principalmente del giuramento divino attraverso i segni della natura e dell'invito all'auto-riflessione e al pentimento.

## Contenuto
- Giuramento Divino sul Sole e sulla Luna: La sura si apre con un giuramento divino sul sole e sulla sua luminosità, sulla luna che lo segue e sulla sua splendida manifestazione notturna.
- Auto-Riflessione e Pentimento: Gli ascoltatori sono invitati a riflettere sulla propria anima e sul suo stato morale, sottolineando l'importanza del pentimento e del seguire il cammino giusto.
- Ricompense e Punizioni: Viene menzionata la ricompensa per coloro che seguono la retta via e credono, e la punizione per coloro che trasgrediscono e rifiutano il messaggio divino.

## Analisi
La Sura Ash-Shams è significativa perché attraverso il giuramento divino sul sole e sulla luna, invita alla riflessione sulle meraviglie della creazione divina e sull'importanza del pentimento e del seguire il cammino della rettitudine. Essa sottolinea la promessa di ricompense per coloro che credono e seguono la via della giustizia, mentre ammonisce sulle conseguenze per coloro che rifiutano il messaggio divino. La sura richiama alla responsabilità individuale di fronte a Dio e all'importanza dell'auto-riflessione e del pentimento come vie verso la redenzione spirituale.